# Buzz or Howl Under the Influence of Heat
Buzz or Howl Under the Influence of Heat – czwarta EPka zespołu Minutemen, wydana w 1983 przez wytwórnię SST Records. Materiał nagrano w styczniu 1983 w "Radio Tokyo", Venice oraz w maju 1983 podczas koncertu w Redondo Beach (Kalifornia).

## Lista utworów[1]
1. "Self-Referenced" (M. Watt) – 1:23
2. "Cut" (M. Watt) – 2:02
3. "Dream Told by Moto" (M. Watt) – 1:45
4. "Dreams are Free, Motherfucker!" (D. Boon, M. Watt, G. Hurley, Crane) – 1:09
5. "The Toe Jam" (M. Cooper, D. Vandenburg, Crane, G. Hurley, D. Boon, M. Watt) – 0:40
6. "I Felt Like a Gringo" (M. Watt) – 1:57
7. "The Product" (D. Boon) – 2:44
8. "Little Man with a Gun in His Hand" (C. Dukowski, D. Boon) – 3:10

## Skład[1]
- D. Boon – gitara, śpiew
- Mike Watt – gitara basowa, wokal
- George Hurley – perkusja, wokal wspierający ("The Toe Jam"), trumpet ("The Toe Jam"), recorder ("The Product")
- Richard Alan Krieger – trąbka ("The Product"), wokal wspierający ("Toe Jam" i "The Product")
- Dirk Vandenburg – perkusja ("The Toe Jam")
- Mary Cooper – wokal ("The Toe Jam")

produkcja
- Ethan James – producent (1-3)
- Spot – producent (4-8)